# Estádio do Bonfim
Estádio do Bonfim är en fotbollsarena i Setúbal i Portugal.                                                                                                                  Arenan är hemmaarena för Vitória FC, vanligen kallat Vitória de Setúbal, och har en kapacitet på 15 497 åskådare.                                                                                              Arenan invigdes 1962.